# United Launch Alliance
United Launch Alliance, LLC, comumente referida como ULA, é um fabricante aeroespacial, empreiteiro de defesa e provedor de serviços de lançamento estadunidense que fabrica e opera foguetes que lançam espaçonaves em órbitas ao redor da Terra e outros corpos do Sistema Solar. A ULA também projetou e constrói o Estágio Provisório de Propulsão Criogênica para o Sistema de Lançamento Espacial (SLS).
A empresa é uma joint venture entre a Lockheed Martin Space e a Boeing Defense, Space & Security que foi formada em dezembro de 2006. Os principais clientes da ULA são o Departamento de Defesa (DoD) e a NASA. A empresa fornece serviços de lançamento usando os sistemas de lançamento descartáveis Delta IV Heavy e Atlas V. Usando estes e os sistemas de lançamento aposentados Delta II e Delta IV, a ULA lançou cargas úteis, incluindo satélites meteorológicos, de telecomunicações e de segurança nacional, sondas científicas e orbitadores. A ULA também lança o Boeing Starliner e satélites comerciais.
Em 2014, a ULA iniciou o desenvolvimento do foguete Vulcan Centaur como sucessor do Atlas V e Delta IV, com voo inicial planejado para 2019. Após vários atrasos, o voo inaugural ocorreu em 8 de janeiro de 2024 com a missão inicial lançando o módulo lunar Peregrine da Astrobotic Technology. Vulcan é o primeiro foguete movido a metano a atingir a órbita em sua primeira tentativa e o primeiro a atingir a órbita vindo dos Estados Unidos.